# 5-я Тарховская улица
5-я Та́рховская улица — улица в городе Сестрорецке Курортного района Санкт-Петербурга. Проходит от озера Сестрорецкий Разлив до пляжа «Белая Гора».

## История
Первоначальное название — Го́рная улица. Оно появилось в конце XIX века и дано по Белой горе, в направлении которой идёт улица.
В 1940-х годах улицу переименовали в 5-ю Тарховскую — по аналогии с 2-й, 3-й и 4-й Тарховскими улицами.
По меньшей мере с 2013 года участок 5-й Тарховской улицы от начала и почти до Верхней улицы был перекрыт забором. Прокуратура Курортного района установила, что забор самовольно поставил арендатор участка, расположенного вдоль протоки озера, — ОАО «Третий парк» (участок был сдан в аренду для швартовки и хранения парома). В 2016 году проход был открыт.

## Перекрёстки
- Верхняя улица
- улица Емельянова